# Ferrari SF-25
Chronologie des modèles (2025)
Ferrari SF-24
La Ferrari SF-25 est la monoplace de Formule 1 engagée par la Scuderia Ferrari dans le cadre de la saison 2025 du championnat du monde de Formule 1. Elle est pilotée par le Monégasque Charles Leclerc, pour sa septième saison chez Ferrari, et par le Britannique septuple champion du monde Lewis Hamilton, en provenance de Mercedes.

## Présentation
La Ferrari SF-25 de distingue de sa devancière par un changement de philosophie des suspensions avant, désormais à tirants (pull-rod), des pontons amincis, une entrée d'air reculée, des rétroviseurs redessinés et un nouvel aileron arrière. 

## Résultats en championnat du monde de Formule 1
| Saison | Écurie           | Moteur                                    | Pneus   | Pilotes         | Courses | Courses | Courses | Courses | Courses | Courses | Courses | Courses | Courses | Courses | Courses | Courses | Courses | Courses | Courses | Courses | Courses | Courses | Courses | Courses | Courses | Courses | Courses | Courses | Points inscrits | Classement |
| Saison | Écurie           | Moteur                                    | Pneus   | Pilotes         | 1       | 2       | 3       | 4       | 5       | 6       | 7       | 8       | 9       | 10      | 11      | 12      | 13      | 14      | 15      | 16      | 17      | 18      | 19      | 20      | 21      | 22      | 23      | 24      | Points inscrits | Classement |
| ------ | ---------------- | ----------------------------------------- | ------- | --------------- | ------- | ------- | ------- | ------- | ------- | ------- | ------- | ------- | ------- | ------- | ------- | ------- | ------- | ------- | ------- | ------- | ------- | ------- | ------- | ------- | ------- | ------- | ------- | ------- | --------------- | ---------- |
| 2025   | Scuderia Ferrari | Ferrari V6 turbo hybride Tipo 066/12 1.6L | Pirelli |                 | AUS     | CHN     | JAP     | BAH     | ARA     | MIA     | EMI     | MON     | ESP     | CAN     | AUT     | GBR     | BEL     | HON     | P-B     | ITA     | AZE     | SIN     | USA     | MEX     | BRE     | LVE     | QAT     | ABU     | 260             | 2e         |
| 2025   | Scuderia Ferrari | Ferrari V6 turbo hybride Tipo 066/12 1.6L | Pirelli | Charles Leclerc | 8e      | Dsq.    | 4e      | 4e      | 3e      | 7e      | 6e      | 2e      | 3e      | 5e      | 3e      | 14e     | 3e      | 4e      |         |         |         |         |         |         |         |         |         |         | 260             | 2e         |
| 2025   | Scuderia Ferrari | Ferrari V6 turbo hybride Tipo 066/12 1.6L | Pirelli | Lewis Hamilton  | 10e     | Dsq.    | 7e      | 5e      | 7e      | 8e      | 4e      | 5e      | 6e      | 6e      | 4e      | 4e      | 7e      | 12e     |         |         |         |         |         |         |         |         |         |         | 260             | 2e         |

Légende : ici 
- *Le pilote n'a pas terminé la course mais est classé pour avoir parcouru 90% de la distance.